# 室戸キンメ丼

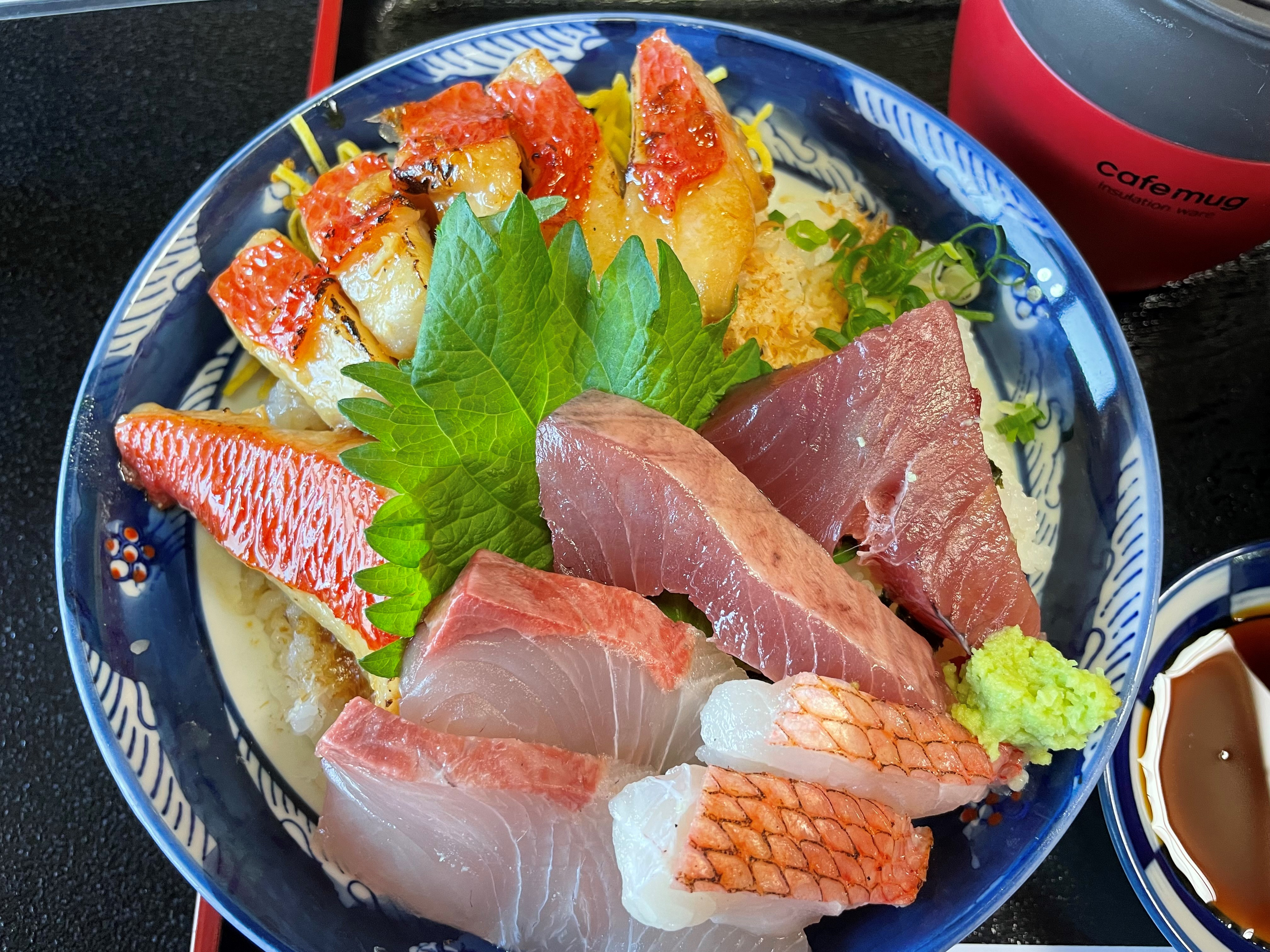
料亭花月の室戸キンメ丼

室戸キンメ丼（むろとキンメどん）は高知県室戸市で作られる海鮮丼で、同地のご当地グルメである。

## 概要
2012年に室戸市内10店舗の飲食店で同時に発売された。室戸市、安芸市、阿南市で観光などを連携、協力した際3市とも豊かな海をもつことからそれぞれ独自の丼をつくることになり、開発された。室戸市が漁獲量全国2位のキンメダイをいつでも食べてもらえるような工夫した盛り付けになっている。またむろと海野食の会加盟店では全店共通価格となっている。

## 定義
白米にキンメダイの照り焼きと季節の魚の刺身を盛り付け、各店独自に「金目鯛のダシ」を共に提供する。キンメダイは室戸沖で漁獲されたものを使用し、その他の具材も高知県産のものを使う必要がある。